# 이영란 (배우)
이영란(한국 한자: 李榮蘭, 1954년 3월 6일 ~ )는 대한민국의 배우, 연출가, 대학교수이다.

## 학력
- 뉴욕 대학교 대학원 영어영문학과 (졸업)
- 중앙대학교 대학원 연극영화학과 (졸업)

## 경력
- 극단 <목토> 대표
- 경희대학교 연극영화학과 교수

## 작품

### 드라마
- 《견우와 선녀》 (2025년, tvN) - 맹무당 역
- 《꼭두의 계절》 (2023년, MBC) - 문명자 역
- 《마녀는 살아있다》 (2022년, TV조선) - 조말련 역
- 《불가살》 (2021년 ~ 2022년, tvN) - 김고분 역
- 《날씨가 좋으면 찾아가겠어요》 (2020년, JTBC) - 윤혜자 역
- 《전생에 웬수들》 (2017년, MBC) - 장옥자 역
- 《공항 가는 길》 (2016년, KBS2) - 김영숙 역
- 《뷰티풀 마인드》 (2016년, KBS2) - 유옥경 역
- 《내 딸, 금사월》 (2015년, MBC) - 영부인 역
- 《사랑하는 은동아》 (2015년, JTBC) - 현수 (은호) 모 역
- 《실종느와르 M》 (2015년, OCN) - 오정임 역
- 《하이드 지킬, 나》 (2015년, SBS) - 구명희 역
- 《일리있는 사랑》 (2014년, tvN) - 고여사 역
- 《왔다! 장보리》 (2014년, MBC) - 영부인 역 (특별출연)
- 《주군의 태양》 (2013년, SBS) - 최윤희의 어머니 역
- 《오자룡이 간다》 (2013년, MBC)
- 《세상 어디에도 없는 착한남자》 (2012년, KBS2) - 조 대표 역 (특별출연)
- 《추적자 THE CHASER》 (2012년, SBS) - 최정우의 어머니 역
- 《로맨스가 필요해》 (2011년, tvN) - 선우인영의 어머니 역
- 《49일》 (2011년, SBS) - 한강의 어머니 역
- 《나쁜 남자》 (2010년, SBS) - 규환의 어머니 역
- 《사랑도 리필이 되나요?》 (2005년, KBS2) - 윤두심 역
- 《그들의 포옹》 (1996년, MBC)
- 《우리들의 천국》 (1990년, MBC)

### 시사·교양 출연
- 《이휘소의 진실》(2010년, KBS1 ) - 이휘소 모 박순희 역(다큐멘터리/종교)

### 영화 출연
- 《카시오페아》 (2022년) - 미자 역 (특별출연)
- 《오픈 유어 아이즈》 (2016년)
- 《어떻게 헤어질까》 (2016년) - 마장순 역
- 《철원기행》 (2016년) - 윤여정 역
- 《프랑스 영화처럼》 (2016년) - 엄마 역
- 《우는 남자》 (2014년) - 옥순 역
- 《한공주》 (2013년) - 조여사 역
- 《늑대소년》(2012년) - 현재 순이 역
- 《청춘 그루브》 (2010년) - 창대 엄마 역
- 《불량남녀》 (2010년) - 무령모 역
- 《딱정벌레》 (2007년) - 명진의 어머니 역
- 《로망스》 (2006년, 의상/분장)
- 《어깨너머의 연인》 (2007년) - 정완 엄마 역
- 《청춘만화》 (2006년) - 여교수 역
- 《태극기 휘날리며》 (2004년) - 어머니 역
- 《세라진》 (2004년,단편)
- 《LOST & FOUND》 (2004년, 단편) - 김대리 역
- 《마고》 (2002년) - 연기연출 역
- 《스물넷》 (2001년) - 엘렌 김 역
- 《하피》 (2000년) - 목소리 출연
- 《연풍연가》 (1999년) - 영서 엄마 역
- 《정사》 (1998년) - 유진 역
- 《꽃잎》 (1996년) - 엄마 역
- 《장남》 (1998년)

### 연극 출연
- <장난꾸러기 엘비라>
- <자기만의 방>[6]
- <꿈꾸는 거인>

### 연출
- 연극 <자기만의 방>
- <안티미스코리아>
- 뮤지컬 <정도전>

## 상훈
- 1978년: 제14회 동아연극상 여자연기상
- 1996년: 제41회 아시아태평양영화제 여우조연상
- 2005년: 베를린 국제 영화제 심사위원단 특별 언급